# NGC 6689
NGC 6689 (ook: NGC 6690) is een balkspiraalstelsel in het sterrenbeeld Draak. Het hemelobject werd op 22 augustus 1863 ontdekt door de Duits-Deense astronoom Heinrich Louis d'Arrest.

## Synoniemen
- KAZ 210
- UGC 11300
- KARA 855
- MCG 12-17-26
- ZWG 340.50
- IRAS 18354+7028
- PGC 62077